# Marijan Cvetković
Marijan Cvetković (Sisak, 13. listopada 1920. – Zagreb, 12. rujna 1990.), hrvatski i jugoslavenski politički radnik i predsjednik Predsjedništva Socijalističke Republike Hrvatske od 1982. do 10. svibnja 1983.
Kao gimnazijalac, isključivan je iz srednjih škola i hvatan zbog komunističkih aktivnosti. Član je SKOJ-a od 1935., a član KPH od 1938. Jedan je od organizatora osnivanja prvog sisačkog partizanskog odreda. Sudjelovao je u svim oružanim akcijama odreda. U kolovozu 1941. prebacio se u Banovinu gdje je bio jedan od organizatora prvog partizanskog odreda među srpskim stanovništvom. Krajem ljeta 1942. godine, prebacio se u Moslavinu, gdje je bio zapovjednik Moslavačkog partizanskog bataljuna koji je ubrzo prerastao u odred. Krajem 1942. prebacio se u Slavoniju gdje je bio borac Dvanaeste slavonske divizije i politički komesar 16. omladinske brigade „Joža Vlahović”, a od sredine 1943. politički komesar Dvanaeste slavonske divizije.
Nakon oslobođenja obavlja razne političke funkcije na području SRH. Prva služba poslije oslobođenja bila je služba načelnika OZNE za grad Zagreb. Bio je i predsjednik Planske komisije NRH, ministar u vladi NRH, predsjednik Savjeta za narodno zdravlje NRH, član CK KPH/SKH, član CK SKJ, predsjednik Saveznog odbora SUBNOR Jugoslavije, potpredsjednik Skupštine SFRJ. 
Odlikovan je Ordenom narodnog heroja Jugoslavije.